# Kvarteret Ladugårdsgrinden

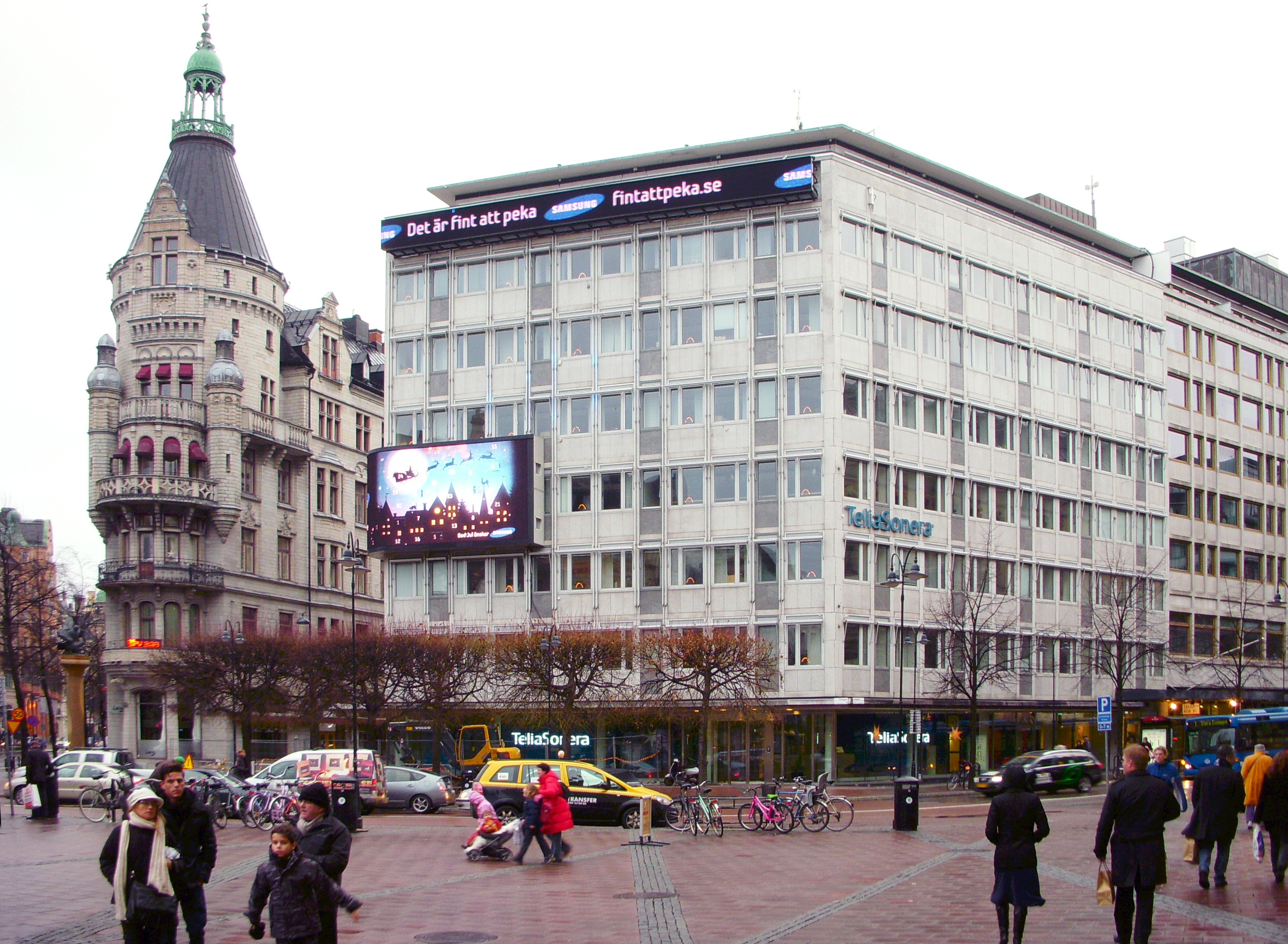
Kvarteret Ladugårdsgrinden 18 från Stureplan 2009

Ladugårdsgrinden är ett kvarter bestående av tre byggnader beläget mellan Stureplan och Humlegården i centrala Stockholm. Kvarteret omges av Humlegårdsgatan, Biblioteksgatan och Sturegatan. Närmast Stureplan uppfördes 1885 hotell Anglais efter ritningar av Helgo Zetterwall. Hotellet revs 1955 och ersattes av ett nytt hotell med samma namn som placerade mot Humlegården. Mot Stureplan uppfördes i stället ett kontorshus ritat av Anders och Ivar Tengbom. Kvarterets tredje byggnad är en före detta biografbyggnad som vetter mot Biblioteksgatan.

## Historia
Kvarteret Ladugårdsgrinden var ursprungligen en del av kvarteret Sperlingens backe. När Sturegatan och Biblioteksgatan drogs fram här under 1800-talets slut avsnördes två områden från Sperlingens backe. På 1920-talet bytte de namn till Landbyska verket respektive Ladugårdsgrinden. 
På platsen för kvarteret fanns tidigare en vapenprydd gallergrind ut till Ladugårdslandet som gav kvarteret sitt nuvarande namn. Området användes som betesmark av stadens borgare Innan den gamla bebyggelsen revs inrymdes kvarteret även bostäder och bland invånarna i kvarteret fanns politikern Texas Ljungberg. I kvarteret Ladugårdsgrinden vid Stureplan är idag Hotell Anglais mot Humlegården och kontorshuset mot själva Stureplan de två mest välkända byggnaderna.

## Hotell Anglais

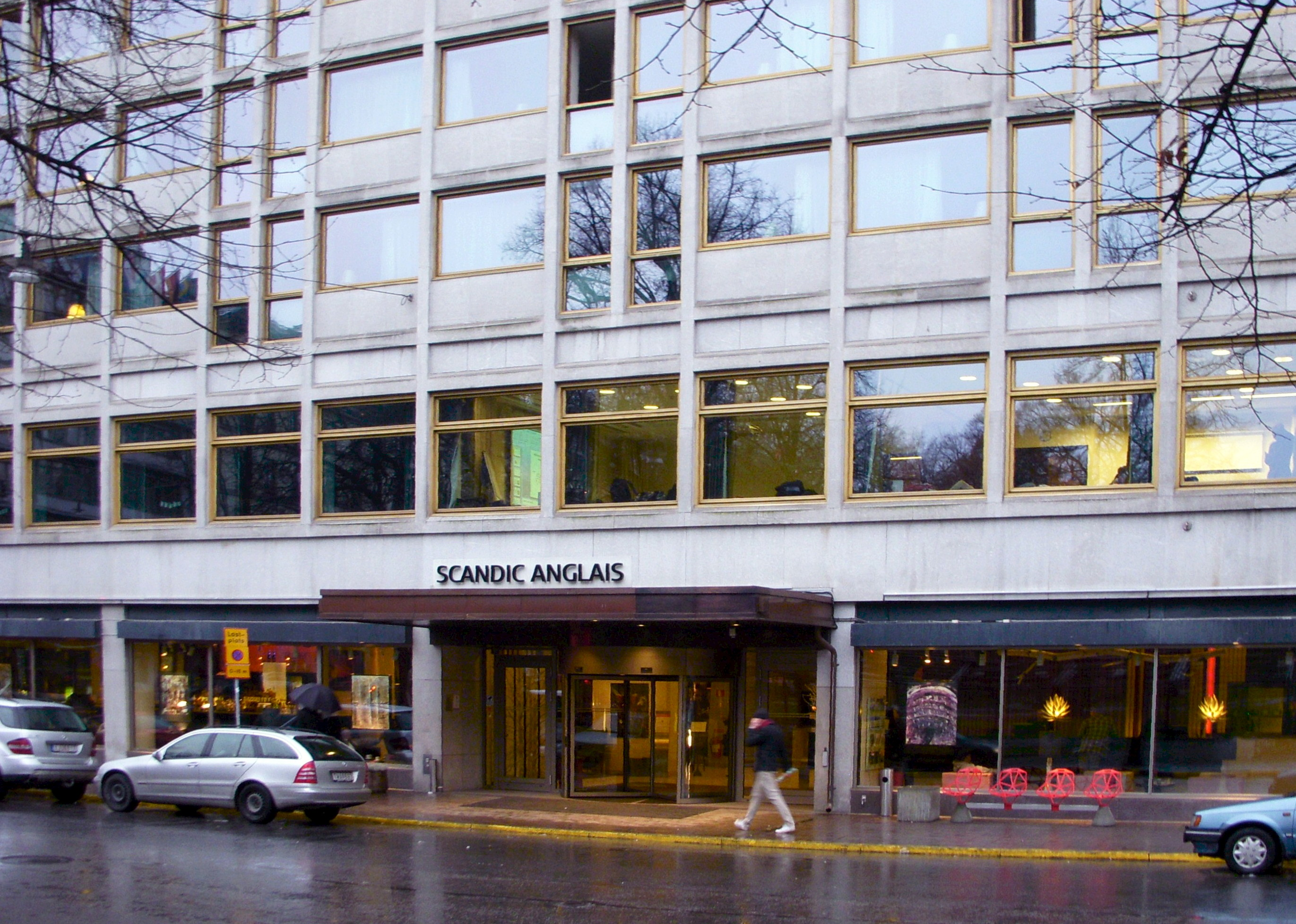
Hotell "Scandic Anglais" entré från Humlegårdsgatan 23, december 2009.

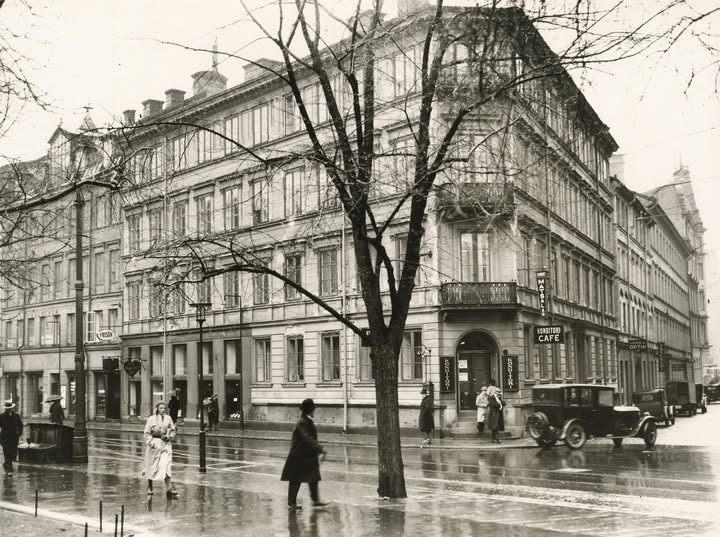
Humlegårdsgatan 23 till vänster och Humlegårdsgatan 25 vid korsningen Biblioteksgatan, april 1932. I kvarteret Ladugårdsgrinden revs byggnaderna 1959 tillsammans kvarterets byggnader mot Stureplan.

Anglais är ett hotell, grundat 1885 i en byggnad belägen i kvarterets del mot Stureplan, och ritad av Helgo Zetterwall. Hotellet mot Stureplan revs 1959 och ersattes av ett nytt hotell med samma namn och som i stället placerades tillsammans med bebyggelsen mot Humlegårdsgatan vid Humlegården.
Den nya hotellbyggnaden uppfördes i den norra delen av kvarteret på Humlegårdsgatan 23 vid Humlegården 1963–1967 efter ritningar av arkitekt Leif Damgaard, som numer är en del av Scandic-kedjan och kallas Scandic Anglais. Den nya hotellbyggnaden har en gatufasad i vit granit och en gårdsfasad i glaserat gult tegel. 2006 nyöppnades hotellet efter en totalrenovering under ledning av arkitektkontoret Koncept Stockholm AB. Hotellet har 230 rum samt restaurang, bar och en takterrass.

## Kontorshuset
På det gamla hotellets tomt närmast Stureplan uppfördes 1959 ett nytt kontorshus ritat av Anders och Ivar Tengbom. Kontorshuset uppfördes i sju våningar med fasad i grå granit och diabas.  Ursprungligen låg Hotell Anglais mot Stureplan och mot Sturegatan fanns det fyra fastigheter, varav hotellet var ett av dem, med adress både Stureplan och Sturegatan 1. De fyra fastigheterna slogs samman till två i samband med rivningarna. Kontorshuset innehöll KF:s "Modehuset Anglais"" i bottenvåningen.

## Biograf Anglais / Festival
Kvarterets tredje hus, som idag är det äldsta i kvarteret, uppfördes mot Biblioteksgatan 1942–1943 efter ritningar av Albin Stark. Huset har fem våningar, och bottenvåningen inrymde ursprungligen den idag nedlagda biografen Anglais. Biografens entré låg vid Biblioteksgatan 26 och var gestaltad i glas och lättmetall och kröntes av en uppåtriktat baldakin. Efter en modernisering av lokalen ändrades biografens namn i november 1968 till Festival. Stora delar av den ursprungliga inredningen hade rivits ut och antalet platser var nu 700. I september 1984 blev Festival nedlagd.

## Bilder

Kvarteret Ladugårdsgrinden sett från Stureplan
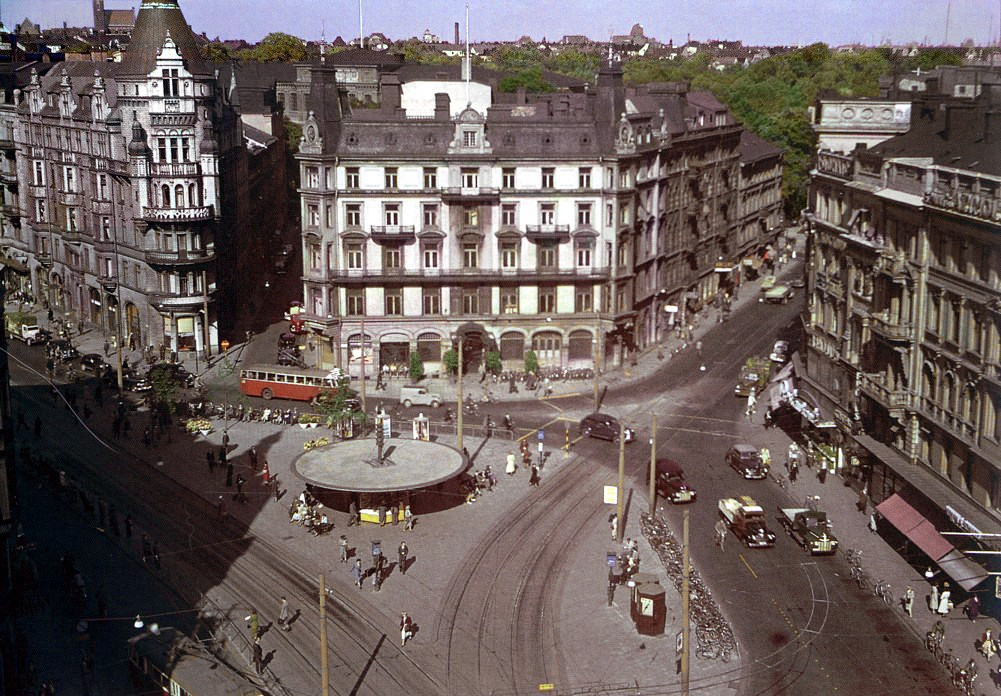
1938
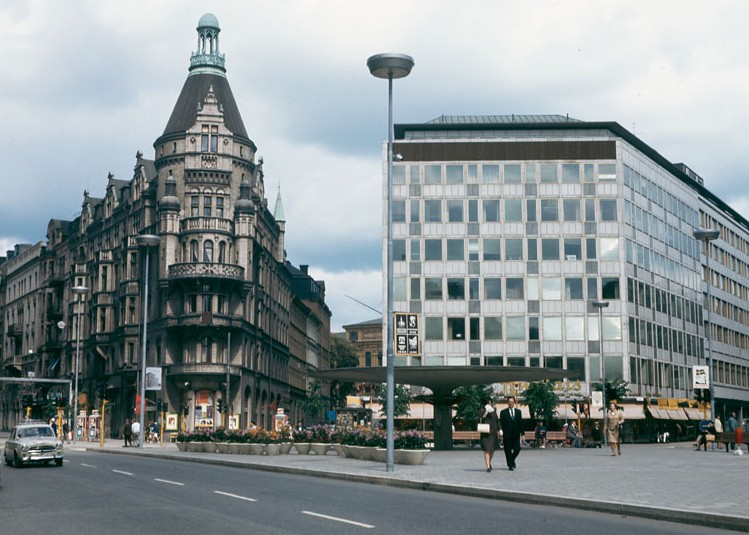
1968
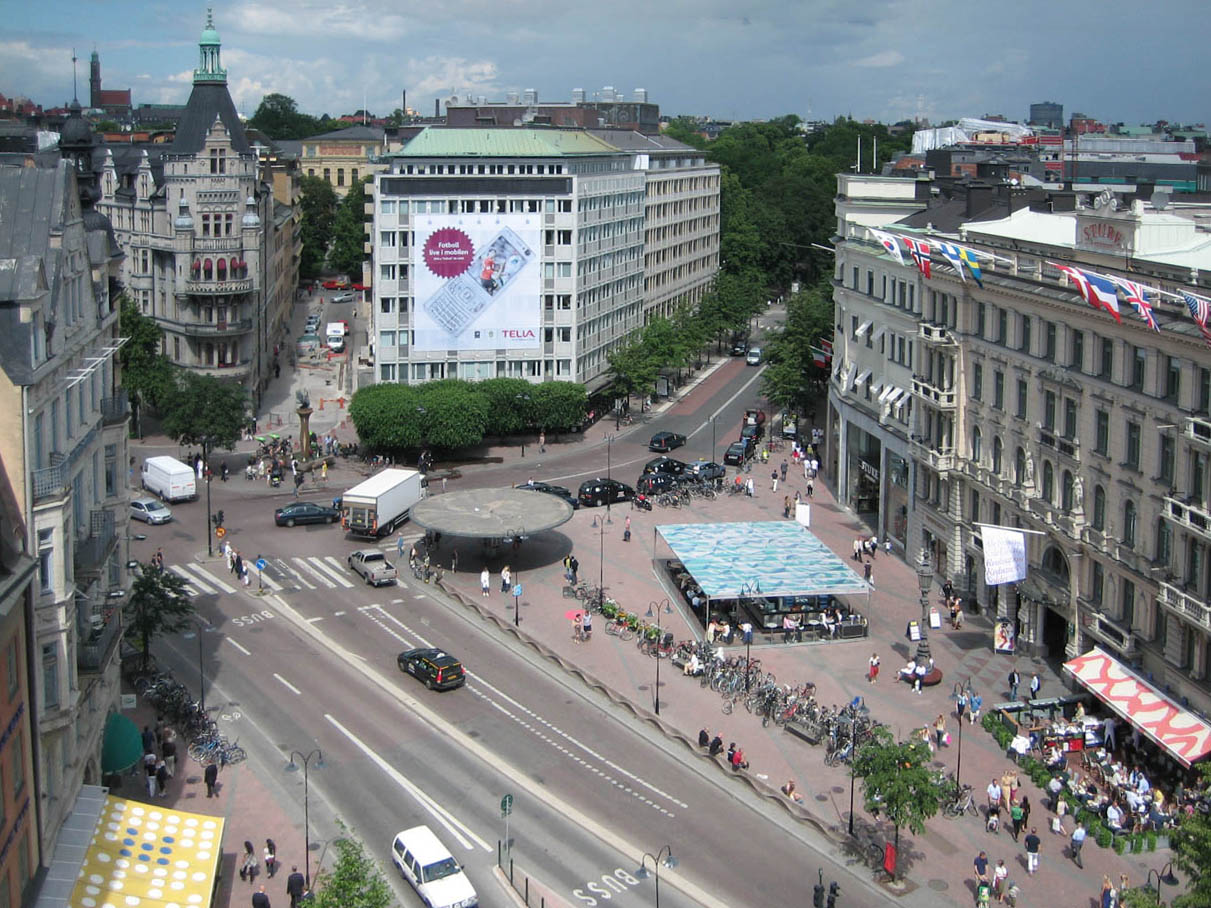
2007
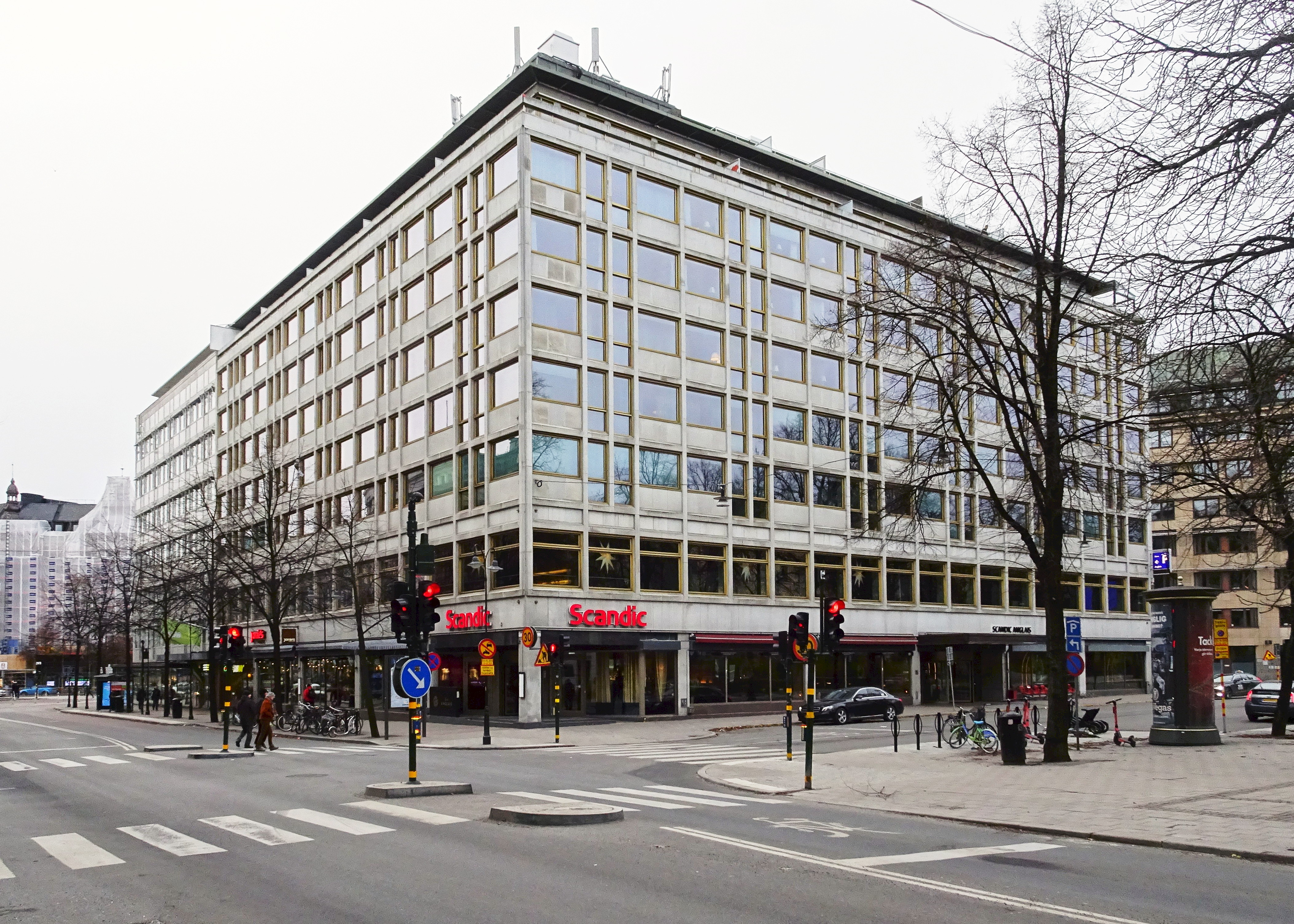
2020.